# Weberbauerocereus torataensis
Weberbauerocereus torataensis ist eine Pflanzenart aus der Gattung Weberbauerocereus in der Familie der Kakteengewächse (Cactaceae). Das Artepitheton torataensis verweist auf das Vorkommen der Art beim peruanischen Ort Torata.

## Beschreibung
Weberbauerocereus torataensis wächst strauchig mit ausgebreiteten bis aufsteigenden, graugrünen Trieben mit einem Durchmessern von 5 bis 8 Zentimetern und erreicht dabei Wuchshöhen von 2 bis 3 Metern. Die 11 bis 15 stumpfen, sehr dicken Rippen sind 8 Millimeter hoch. Die darauf befindlichen, schwach orangebraun gefärbten Areolen sind kreisrund bis leicht verlängert. Die aus ihnen entspringenden rötlich braunen Dornen lassen sich nur schwer in Mittel- und Randdornen unterteilen. Die vier bis acht Mitteldornen sind 0,7 bis 5 Zentimeter, die 10 bis 14 nadeligen Randdornen 0,4 bis 1 Zentimeter lang.
Die zygomorphen Blüten sind 9 bis 10 Zentimeter lang. Ihre rötlich braune Blütenröhre ist mit kleinen grünen Schuppen und rötlicher Wolle besetzt. Die Blütenhüllblätter sind purpurrosafarben oder grünlich rosafarben. Die tönnchenförmigen Früchte sind bei ihrer Reife orange.

## Verbreitung und Systematik
Weberbauerocereus torataensis ist in der peruanischen Region Moquegua in der Nähe von Torata in Höhenlagen von 1500 bis 2000 Metern verbreitet.
Die Erstbeschreibung erfolgte 1981 durch Friedrich Ritter. Ein nomenklatorisches Synonym ist Haageocereus torataensis (F.Ritter) P.V.Heath (1995).

## Nachweise